# D’Artagnan und die drei Musketiere (1978)
D’Artagnan und die drei Musketiere (russisch Д’Артаньян и три мушкетёра D’Artagnan i tri muschketjora) ist ein dreiteiliger sowjetischer Musicalfilm von Georgi Jungwald-Chilkewitsch mit Michail Sergejewitsch Bojarski als D’Artagnan und Weniamin Borissowitsch Smechow in der Rolle des Athos. Aramis wird gespielt von Igor Starygin, während Milady de Winter von Margarita Borissowna Terechowa dargestellt wird. 
Der Film basiert auf dem Roman Die drei Musketiere von Alexandre Dumas der Ältere aus dem Jahr 1844.

## Handlung
Der Film erschien in insgesamt drei Teilen:

### 1. Teil
D'Artagnan, ein junges Landei, reitet nach Paris in der Hoffnung, ein Musketier zu werden. In Meung wird er von Rochefort, einem Agenten des Kardinals, beleidigt. Es kommt zum Kampf, und d'Artagnan wird ausgeraubt und verletzt zurückgelassen. Später trifft er M. De Tréville, den Hauptmann der Musketiere des Königs. Plötzlich sieht er Rochefort und springt aus dem Fenster. Er stößt mit Athos zusammen, einen verwundeten Musketier, der ihn einen Idioten nennt und ihn zu einem Duell herausfordert. D'Artagnan setzt seine Verfolgungsjagd fort und stößt mit zwei anderen Musketieren, Porthos und Aramis zusammen. Auch von ihnen wird er zum Duell herausgefordert. Als Athos zum ersten Duell erscheint, duelliert er sich mit d'Artagnan, bis Porthos und Aramis ankommen und erstaunt sind, dass sie alle gegen denselben Jungen kämpfen werden.
Die Kardinalsgarde trifft ein und es kommt zu einem Kampf. Die Musketiere besiegen die Wachen. Nach diesem Kampf schließen die drei Freundschaft. Später rettet d'Artagnan Constance, eine verheiratete Näherin der Königin, und sie verlieben sich ineinander. Am nächsten Morgen trifft sich D'Artagnan mit seinen Freunden in einer Taverne und erzählt Athos, dass er auf mysteriöse Weise einen Brief von Kardinal Richelieu erhalten habe, in dem er um ein Treffen mit ihm nach Sonnenuntergang bittet. Athos sagt D'Artagnan, dass er keine andere Wahl habe, als sich mit ihm zu treffen. D'Artagnan trifft sich daraufhin mit dem Kardinal auf dessen Anwesen. Er versucht, D'Artagnan auf seine Seite zu ziehen, indem er ihm Reichtum, eine hochrangige militärische Karriere und Respekt vom Adel verspricht.
D'Artagnan lehnt das Angebot zwar ab, aber Richelieu droht ihm, was passieren könnte, wenn er sich weiterhin in seine Pläne einmische. D'Artagnan kehrt zu seinen Freunden zurück und erzählt ihnen, dass er sich geweigert hat, dem Kardinal zu dienen. Athos rät D'Artagnan, mit seinen Entscheidungen vorsichtig zu sein, da er sich nun Richelieu zum Feind gemacht habe. Später Nacht trifft sich Richelieu mit Milady Winter, seiner besten Spionin, die ihm mitteilt, dass der Herzog von Buckingham in Paris eingetroffen sei.

### 2. Teil
Nachdem der Kardinal von Winter erfahren hat, dass der Herzog in Paris eingetroffen ist, schickt er Rochefort und De Jussac aus, um den Herzog aufzuhalten. Rochefort erzählt ihm, dass D'Artagnan dem Herzog geholfen habe, mit den Diamanten der Königin zu entkommen, die die Königin dem Herzog, ihrem Liebhaber, geschenkt hat. Richelieu sinnt sofort auf Rache an der Königin, die ihn zurückgewiesen hat. Er wendet sich an ihren Ehemann, König Ludwig XIII., den er mit Leichtigkeit dazu bringt, in 10 Tagen einen Ball im königlichen Palast zu veranstalten, und sagt Ludwig, er solle seiner Frau sagen, sie solle die Diamanten tragen, die Ludwig ihr zuvor geschenkt habe.
Königin Anne, die den Zorn des Kardinals zu spüren bekommt, beauftragt ihre treue Zofe Constance, jemanden zu finden, der in 10 Tagen nach London und zurück fährt, um die Diamanten zu überbringen. Der Kardinal befiehlt Rochefort jedoch, alle französischen Häfen bis auf Weiteres zu schließen. Constance rekrutiert D'Artagnan und dieser seine Freunde. Sie machen sich auf den Weg nach London. De Jussac eilt jedoch zum Hafen und lässt Schwadronen der Kardinalsgarde mit einem einzigen Befehl über das Land ziehen: D'Artaganan, Athos, Porthos und Aramis um jeden Preis aufzuhalten. Obwohl D'Artagnan es schafft, die Blockade der Wachen zu überwinden, bleiben seine Freunde zurück, um die Wachen abzulenken. Dann kämpft er gegen De Jussac, besiegt ihn erneut und stiehlt ihm den Brief des Kardinals, der ihm erlaubt, von den französischen Häfen nach London zu reisen. Bei seiner Ankunft entdeckt er, dass zwei der zwölf Diamanten von Milady aus dem Besitz des Herzogs gestohlen wurden. Milady kommt bei Richelie an. 
Winter kommt zu Richelieu und übergibt ihm die Ohrstecker, mit denen er die Königin erpressen will. Im Gegenzug gibt er Winter Geld und einen Adelstitel. D'Artaganan übernachtet im Palast des Herzogs, während der Herzog seinen Juwelier beauftragt, zwei neue Diamantenstecker anzufertigen, um Anne zu retten. Am nächsten Tag eilt D'Artagnan mit den Diamanten nach Frankreich und reitet sogar über Nacht, um nach Paris zu gelangen und Constance das Leben zu retten. Er übergibt die Diamanten der Königin, aber Richelieu schickt Winter, um Constance gefangen zu nehmen. Dies gelingt ihr jedoch nicht, stattdessen vergiftet sie sie. Constance stirbt, und D'Artagnan schwört Rache.

### 3. Teil
Der Kardinal bringt Ludwig XIII. dazu, England den Krieg zu erklären. D'Artagnan wird zum Musketier ernannt und De Tréville verspricht ihm den Rang eines Leutnants, wenn D'Artagnan Heldentaten vollbringt. Die Belagerung von La Rochelle beginnt in Anwesenheit von König Ludwig XIII. persönlich und Kardinal Richelieu als Belagerungskommandant. In der Zwischenzeit inszenieren der Kardinal und Milady ein Attentat auf D'Artagnan, das fehlschlägt, und der Attentäter erzählt ihm, dass Winter ihn angeheuert habe. D'Artagnan kehrt in sein Hotel zurück und erzählt Athos davon. Athos erklärt ihm, dass die Milady Lady Winter ist und Constance getötet hat. Er erzählt ihm auch die tragische Geschichte des Grafen De la Fère, der sich in Milady verliebte, nur um herauszufinden, dass sie im Grunde genommen eine Prostituierte ist, die die Männer betrügt und die Ehre ihrer Familie zerstört; der wütende Graf versuchte, sie zu töten, nur um fast von ihr getötet zu werden, beide dachten, sie seien tot. Durch Athos’ Wut und Zorn beim Erzählen der Geschichte findet D'Artagnan heraus, dass Athos der Graf De la Fère ist.
Sie verfolgen dann Milady, die versucht hat, D'Artagnan zu vergiften. Athos weiß, dass D'Artagnan kurz davor ist, Milady zu finden, also rekrutieren er und die anderen Musketiere einen Henker im Ruhestand, dessen Familienname zerstört wurde, nachdem Milady seinen Bruder verführt hatte. Sie jagen Milady und richten sie legal hin, denn sie haben den Brief von Richelieu beschlagnahmt, der es erlaubt, eine Person mit der Zustimmung des Kardinals hinzurichten. Nach ihrer Rückkehr auf das Schlachtfeld werden sie von Richelieu wegen des Mordes an Milady verhaftet, aber er ist gezwungen, sie freizulassen, nachdem sie ihm seinen Brief gezeigt haben.
Richelieu, dem keine andere Wahl bleibt, bietet ihnen als Belohnung den Rang eines Leutnants der königlichen Musketiere an, aber die Gruppe sagt, dass sie nach dem Krieg ihren Dienst quittieren werden und Richelieu ihn stattdessen D'Artagnan geben sollte. Athos sagt, um sich für das Verlassen des Schlachtfelds zu revanchieren, sollen die vier eine Stunde lang eine Festung unter Beschuss halten, ohne sich zurückzuziehen, um ihre Treue zu Frankreich zu beweisen. Die Stunde vergeht, und die vier Musketiere kehren ins Lager zurück und werden sowohl von den Musketieren des Königs als auch von der Kardinalsgarde als Helden gefeiert. Richelieu macht sein Wort wahr und ernennt D'Artagnan zum Leutnant der königlichen Musketiere.

## Hintergrund
Der Film wurde an verschiedenen Plätzen in der Ukrainischen Sozialistischen Sowjetrepublik (heutige Ukraine) gedreht. Einige Schlösser und alte Städte wie Lwowe dienten als Kulisse. Außerdem wurde die Altstadt von Tallinn in Estland als Drehort genutzt. Seine deutsche Premiere hatte der Film am 24. Mai 1981 auf DDR 2.

## Rezeption
Das Lexikon des internationalen Films beschrieb den Film als „[p]opuläre, mit komödiantischen Elementen angereicherte russische Verfilmung des berühmten Abenteuerstoffs“. Die Schriftstellerin Kat Kaufmann bezeichnete den Film, den sie im Kindergartenalter gesehen habe, als prägend für ihr weiteres Leben.
Die Miniserie bleibt nahe an der Vorlage, wobei die Lieder moderne Popmelodien aufgreifen. Der Film war in der Sowjetunion bis in die 1980er populär und erhielt insgesamt drei Fortsetzungen (1992, 1993 und 2009).